# Огава, Кунио
Кунио Огава (яп. 小川 国夫 Огава Кунио, 21 апреля 1927 года — 8 апреля 2008 года) — японский писатель, представитель литературного «поколения интровертов». Известен написанными ясным, отточенным стилем рассказами с яркими образами Сидзуоки, Средиземноморья и христианскими и почвенническими мотивами. Основные произведения: «Береговые опыты» (試みの岸, 1972), сборник рассказов «Затворник» (逸民, 1986), «Торговцы гашишем» (ハシッシ・ギャング, 1998) и др. На русский язык не переводился.

## Биография
Родился в городе Фудзиэда, префектура Сидзуока. В военные годы вместе с другими школьниками и студентами участвовал в принудительных работах в порту, опыт, позднее переосмысленный в его художественном творчестве. В 1946 году поступил на филологический факультет университета Сидзуоки (по дореформенной системе образования — школа повышенной ступени). В те же годы принял крещение по католическому обряду. Имя, полученное при крещении, — Августин.
В 1950 году поступил в Токийский университет (филологический факультет, отделение японской литературы). Как писатель дебютировал в 1953 году с рассказом «Восточное побережье» (東海のほとり), опубликованном в журнале «Современная литература» (近代文学). В октябре того же года уехал во Францию, где учился за свой счёт в Парижском университете в течение трёх последующих лет. В году пребывания в Европе много путешествовал, переезжая из страны в страну на своём мотороллере Vespa, таким способом побывав в Испании, Северной Африке, Италии, Греции и ряде других стран. В 1956 году, возвратившись в Японию, не восстанавливаясь в университете, начал жизнь свободного художника.
В год своего возвращение создал додзинси «Бронзовый век» (青銅時代). В 1957 году издал на собственные средства повесть «Остров Аполлона» (アポロンの島), написанную в автобиографической манере по мотивам своих скитаний по Европе. Однако продать хотя бы один экземпляр книги не удалось. Он был куплен лишь спустя 8 лет после её издания: сделал это писатель Тосио Симао, разглядевший в Огаве литературное дарование и способствовавший его признанию. Усилиями Симао «Остров Аполлона» был напечатан в одном деловом журнале. Публикация привлекла к себе внимание и заставила говорить о писателе, как о представителе «поколения интровертов», группе новых писателей, к которой уже примыкали Ёсикити Фуруи, Сэндзи Курои, Мэйсэй Гото и ряд других талантливых авторов.
Широкое признание и всевозможные регалии к Огаве пришли в 1980-х — 1990-х годах с публикацией рассказов «Пенсионер» (逸民, 1986, премия Кавабаты), «Гавань печали» (悲しみの港, 1994, премия Ито), «Торговцы гашишем» (ハシッシ・ギャング, 1998, премия «Ёмиури»). С 2005 года являлся членом Японской академии искусств. В 2006 году был награждён Орденом Восходящего солнца. В последние годы жизни много времени и сил уделял преподавательской деятельности. Скончался в муниципальной больнице города Сидзуока от пневмонии в возрасте 80 лет.

## Творчество
Будучи близким эстетике круга писателей «поколения интровертов», Огава всё же сохранял и свои индивидуальные черты. Основными источниками специфических для него тем и образов произведений стали пейзажи и люди родной Сидзуоки, картины средиземноморья, библейские мотивы. Определённое влияние на Огаву оказало и основательное знание традиции театра Но, а также творчество Фолкнера. Стиль произведений отличается прозрачностью и простотой, ёмкостью образов и убеждённостью в возможность полноценного выражения скупыми средствами. Как и многие писатели—интроверты тяготел к малой форме.